# Tarko-Sale
Tarko-Sale (russisch/nenzisch Та́рко-Сале́) ist eine russische Stadt im Autonomen Kreis der Jamal-Nenzen mit 20.398 Einwohnern (Stand 14. Oktober 2010).

## Geographie

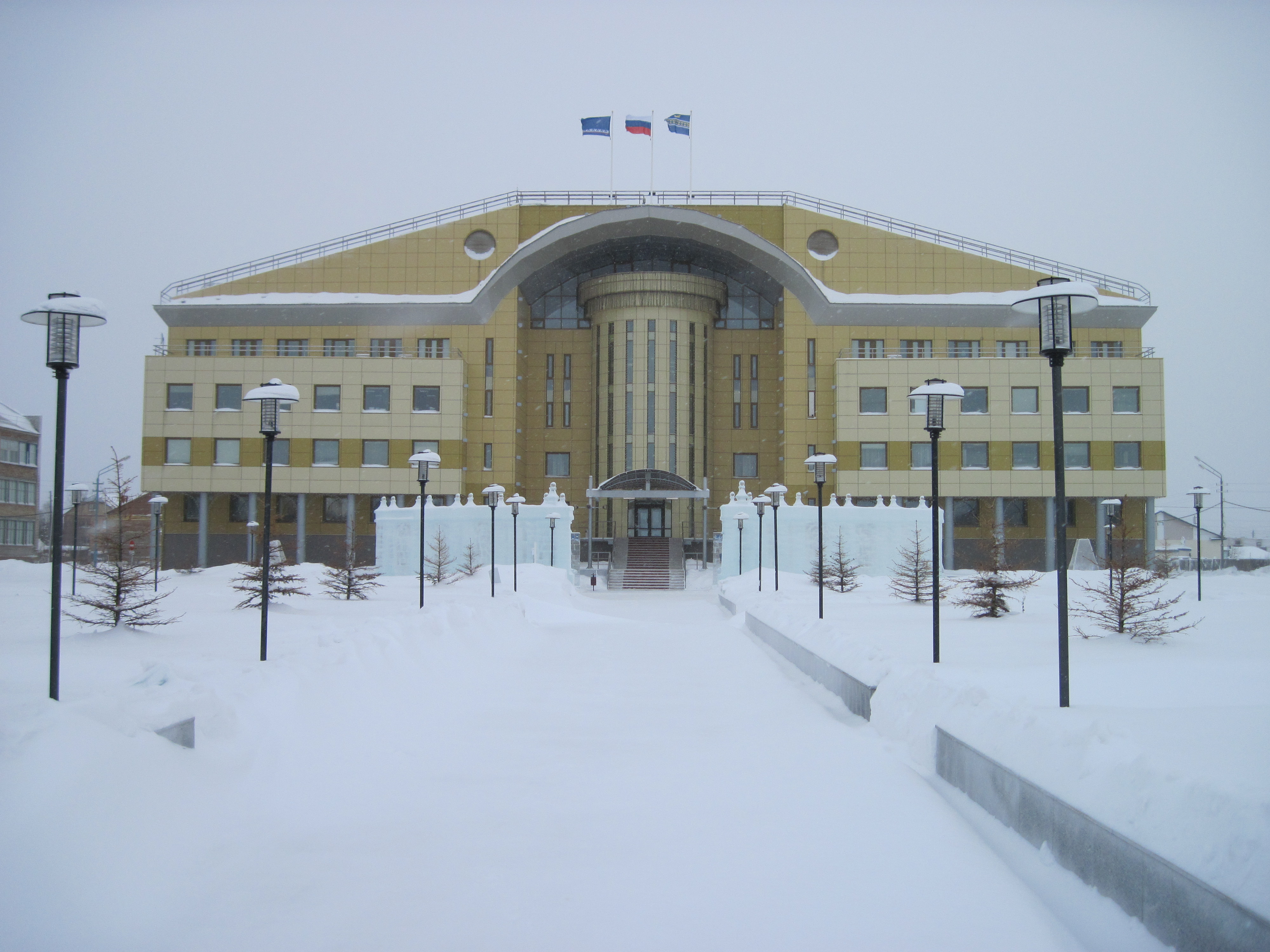
Gebäude der Rajonverwaltung

Tarko-Sale liegt im Westsibirischen Tiefland, etwa 550 Kilometer östlich (Luftlinie) der Kreishauptstadt Salechard und südöstlich von Nowy Urengoi. Die Stadt liegt am Fluss Pjakupur, der sich vier Kilometer flussabwärts mit dem Aiwassedapur zum Pur vereinigt.
Tarko-Sale ist Verwaltungszentrum des Rajons Purowski.

## Geschichte
Tarko-Sale ist einer der ältesten Orte der Region. Der Name des 1932 gegründeten Ortes wurde vom nenzischen talka salja mit der Bedeutung Ansiedlung auf einer Landspitze (zwischen zwei Flüssen) abgeleitet.
Im Zusammenhang mit der beginnenden Erschließung der Erdöl- und Erdgasvorkommen der Region in den 1970er Jahren wuchs die Siedlung schnell und erhielt 1976 den Status einer Siedlung städtischen Typs. Am 23. März 2004 wurden die Stadtrechte verliehen.

### Bevölkerungsentwicklung
| Jahr | Einwohner |
| ---- | --------- |
| 1939 | 423       |
| 1959 | 944       |
| 1970 | 2.703     |
| 1979 | 6.216     |
| 1989 | 17.400    |
| 2002 | 18.517    |
| 2010 | 20.398    |

Anmerkung: Volkszählungsdaten

## Kultur und Sehenswürdigkeiten
In Tarko-Sale befindet sich das Heimatmuseum des Rajons Pur.

## Wirtschaft und Infrastruktur
Hauptwirtschaftszweig der Stadt ist die Erdgasförderung und -verarbeitung. Hier hat der nach Gazprom zweitgrößte, RTS-gelistete Erdgasproduzent Russlands Novatek seinen Sitz.
Etwa zehn Kilometer westlich der Stadt liegt deren Bahnhof Purowsk der auf diesem Abschnitt 1985 eröffneten Eisenbahnstrecke Tjumen–Surgut–Nowy Urengoi. Die Stadt ist mit der Eisenbahnstation und der ebenfalls am jenseitigen, linken Ufer des Pjakupur verlaufenden Straße Surgut–Nowy Urengoi bisher nur über eine Pontonbrücke bzw. im Winter eine Eisstraße verbunden.
Tarko-Sale besitzt einen kleinen Flusshafen am Pjakupur sowie einen Flughafen (IATA-Code TQL, ICAO-Code USDS).